# Eugene Oberst
Eugene Oberst (Estados Unidos, 23 de julio de 1901-30 de mayo de 1991) fue un atleta estadounidense, especialista en la prueba de lanzamiento de jabalina en la que llegó a ser medallista de bronce olímpico en 1924.

## Carrera deportiva
En los JJ. OO. de París 1924 ganó la medalla de bronce en el lanzamiento de jabalina, llegando hasta los 57.98 metros, siendo superado por el finlandés Jonni Myyrä (oro con 62.96 m) y el sueco Gunnar Lindström (plata).